# 阿芒蒂
阿芒蒂（法語：Amanty，法語發音：[amɑ̃ti]）是法国默兹省的一个市镇，属于科梅尔西区。

## 地理
阿芒蒂（48°31'5"N, 5°36'41"E）面积11.17 平方千米，位于法国大東部大區默兹省，该省份为法国西北部内陆省份，北与比利时接壤，西接马恩省和阿登省，南至上马恩省和孚日省，东临默尔特-摩泽尔省。
与阿芒蒂接壤的市镇（或旧市镇、城区）包括：上武通、阿班维尔、巴东维利耶-热罗维利耶、默兹河畔埃皮耶、贡德勒库尔堡、韦斯河畔马克塞、塔扬库尔、下武通。

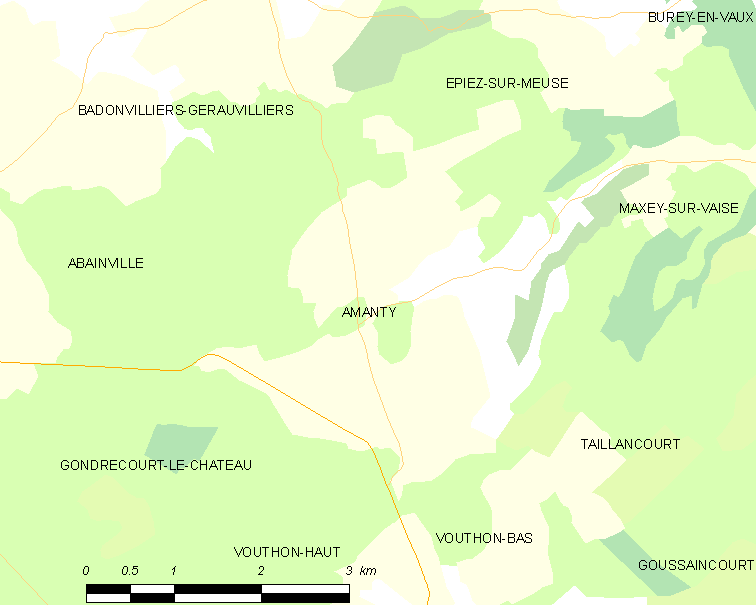
阿芒蒂的OSM定位图

阿芒蒂的时区为UTC+01:00、UTC+02:00（夏令时）。

## 行政
阿芒蒂的邮政编码为55130，INSEE市镇编码为55005。

## 政治
阿芒蒂所属的省级选区为利尼昂巴鲁瓦县。

## 人口

1962-2008年间阿芒蒂人口变化图示

阿芒蒂于2022年1月1日时的人口数量为35人。